# Regnauville
Regnauville là một xã trong tỉnh Pas-de-Calais, vùng Hauts-de-France, Pháp.

## Địa lý
Regnauville có cự ly 29 km về phía đông nam Montreuil-sur-Mer trên đường D928.

## Dân số
| 1962                                                              | 1968 | 1975 | 1982 | 1990 | 1999 | 2006 |
| ----------------------------------------------------------------- | ---- | ---- | ---- | ---- | ---- | ---- |
| 223                                                               | 231  | 213  | 224  | 210  | 210  | 230  |
| Số liệu điều tra dân số tính từ năm 1962, dân số chỉ tính một lần |      |      |      |      |      |      |

## Địa điểm nổi bật
- Nhà thờ St.Jacques, thế kỷ 16.